# Pajala (commune)
La commune de Pajala est une commune suédoise du comté de Norrbotten. 6 925 personnes y vivent. Son siège se situe dans la localité de Pajala.

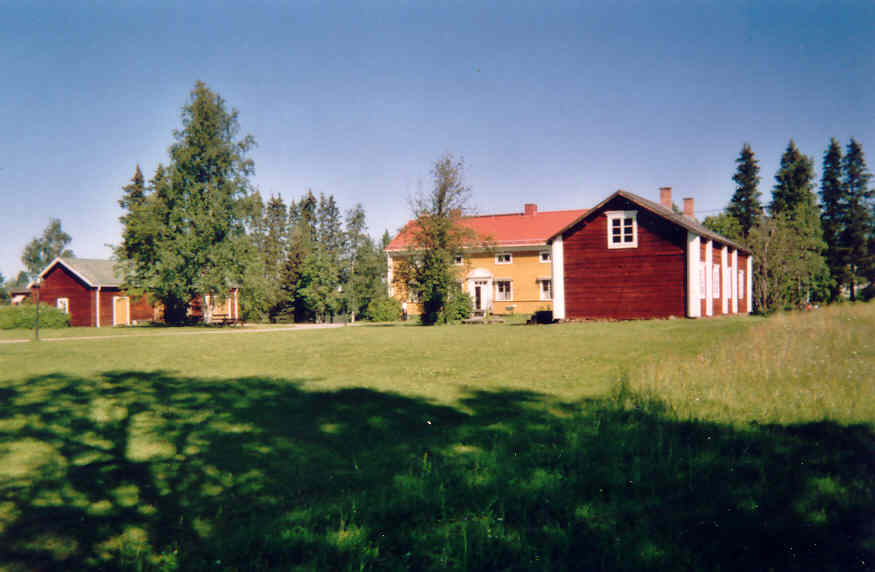
Musée consacré à Lars Levi Laestadius.

Le pasteur, prédicateur revivaliste et botaniste Lars Levi Laestadius y a vécu de 1849 à sa mort où il a commencé à prêcher la doctrine appelée après lui laestadianisme.
Un musée lui est consacré au centre du village.

## Localités principales
- Isokylä
- Junosuando
- Kangos
- Korpilombolo
- Muonionalusta
- Pajala
- Tärendö